# Lucian Ion
Lucian Nicolae Ion (sinh ngày 10 tháng 3 năm 1994 ở Otopeni) là một cầu thủ bóng đá người România thi đấu ở vị trí tiền vệ cho Balotești.